# أيرينه

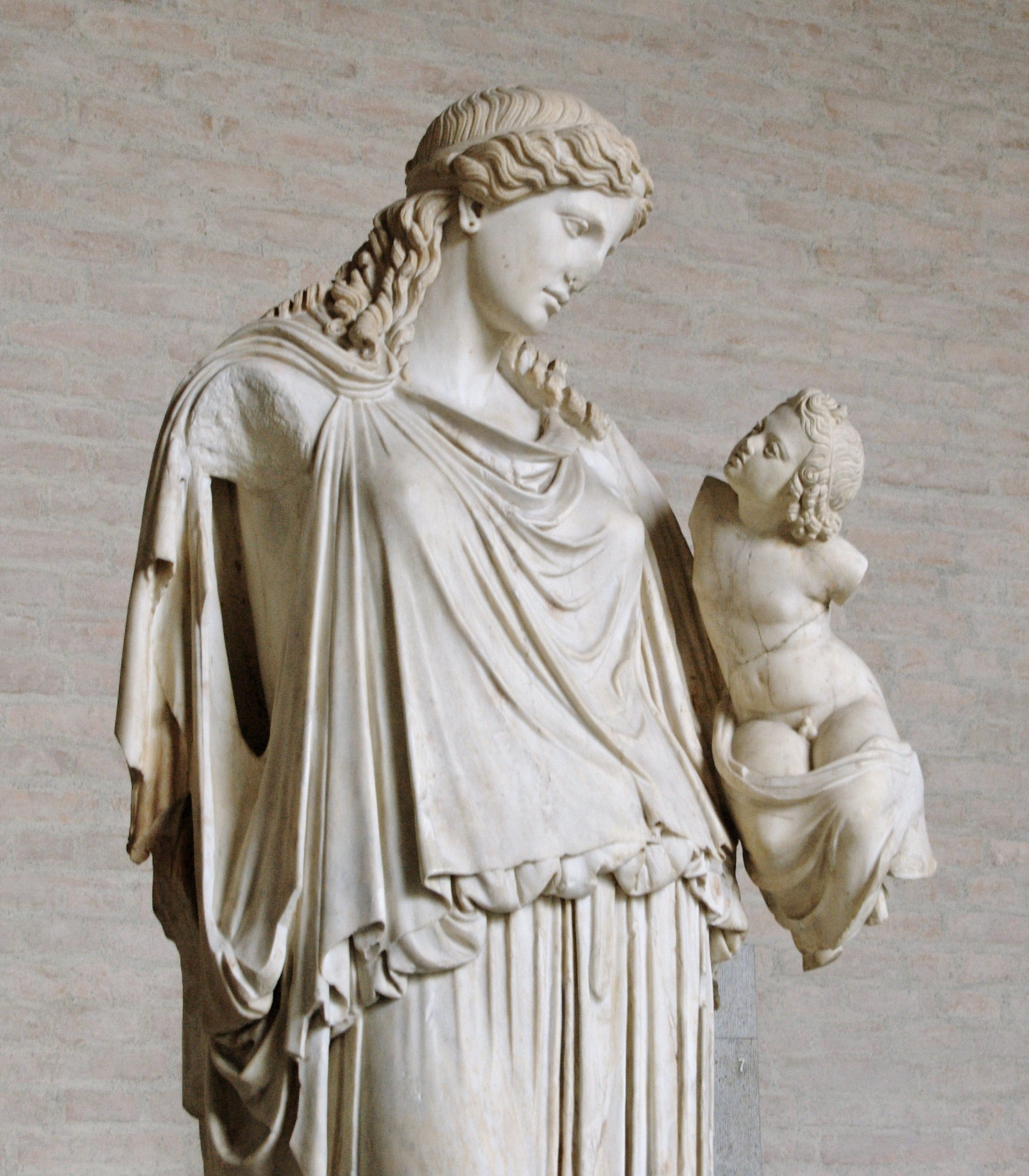
تمثال لأيرينه

أيرينه (باليونانية: Εἰρήνη) في الأساطير الإغريقية هي واحدة من ربات الفصول وهي تجسيد للسلام، حيث أن الاسم يحمل ذلك المعنى.
عادة ما ترسم أو تصور أيرينه وهي حاملة لقرن الوفرة ومعها صولجان وكذلك قرن الشراب.